# Наказ стріляти

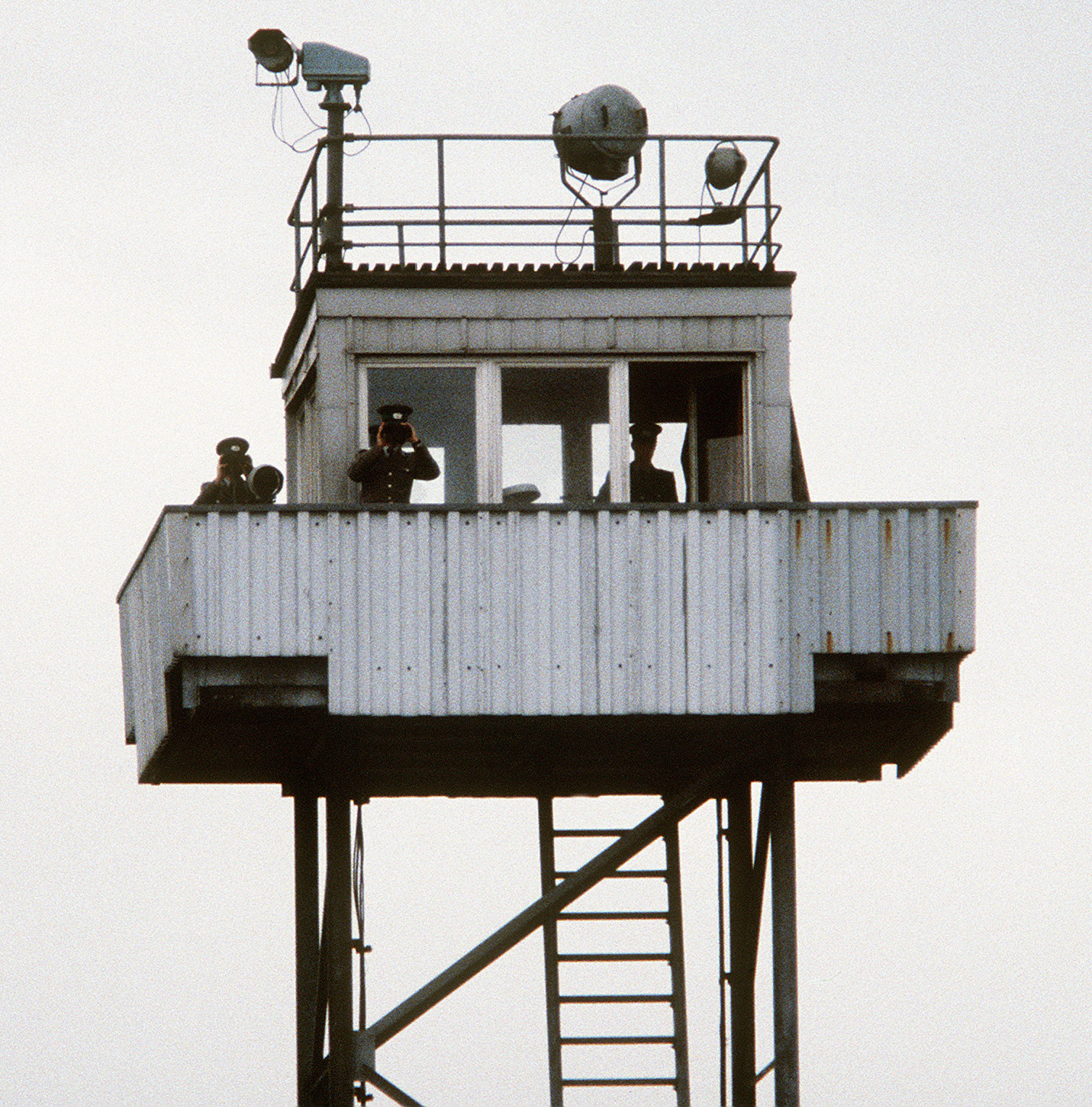
Троє прикордонників у сторожовій вежі на внутрішньому кордоні Німеччини в 1984 році

Наказ стріляти (нім. Schießbefehl) — термін у Німецькій Демократичній Республіці (Східна Німеччина) для постійних наказів, які дозволяли використання смертоносної сили прикордонними військами для запобігання Republikflucht (дезертирство) на внутрішньонімецькому кордоні з 1960 до 1989 рік.
Schießbefehl рекомендував охоронцям використовувати вогнепальну зброю для припинення несанкціонованого перетину кордону в напрямку Західної Німеччини та процедури для приховування інцидентів від громадськості. Були видані різні накази Schießbefehl, і їхні інструкції щодо запобігання виїзду східних німців не були офіційно законними до 1982 року та порушували статтю 13 Загальної декларації прав людини, за оцінками, від 300 до 400 людей загинули на внутрішньонімецькому кордоні під час його існування. Після возз’єднання Німеччини в 1990 році Берлінський окружний суд звинуватив лідера Східної Німеччини Еріха Хонеккера в масових вбивствах за наказами Schießbefehl, але його погіршення здоров’я та судові суперечки щодо юрисдикції спричинили припинення процесу над ним.

## Наказ стріляти

### Прописана процедура
Прикордонні війська Німецької Демократичної Республіки (Grenztruppen der DDR) — прикордонна охорона Німецької Демократичної Республіки (Східна Німеччина) і до жовтня 1949 року радянської зони окупації, завданням якої було запобігання масовій міграції східних німців на захід. відомий як Republikflucht. Це питання викликало серйозне політичне занепокоєння для уряду Східної Німеччини, оскільки ідея про те, що будь-який громадянин комуністичної Східної Німеччини добровільно втече на капіталістичний Захід, була джерелом ідеологічного збентеження, а запобігання таким перебігам було давньою метою. Спочатку Прикордонні війська формально не були інтегровані в регулярні збройні сили, Національну народну армію (НВА), але зазвичай мали стрілецьку зброю військового рівня, таку як автомати Калашникова або напівавтоматичні карабіни SKS. З 1945 року радянські та східнонімецькі прикордонники отримали постійні накази, які зазвичай називають Schießbefehl («наказ вести вогонь»), які наказували їм дотримуватися певних правил ведення бою при зустрічі з особами, які незаконно переміщуються в межах прикордонної смуги:
- По-перше, щоб вигукнути "Halt, stehenbleiben, oder ich schieße!" («Стій, стій або я буду стріляти»).
- Далі зробити попереджувальний постріл.
- Нарешті, якщо втікач не підкорився, зробити прицільний постріл, бажано в ноги, щоб зупинити людину.

Прикордонним військам було наказано уникати стрільби в напрямку території Західного Берліна та Західної Німеччини.

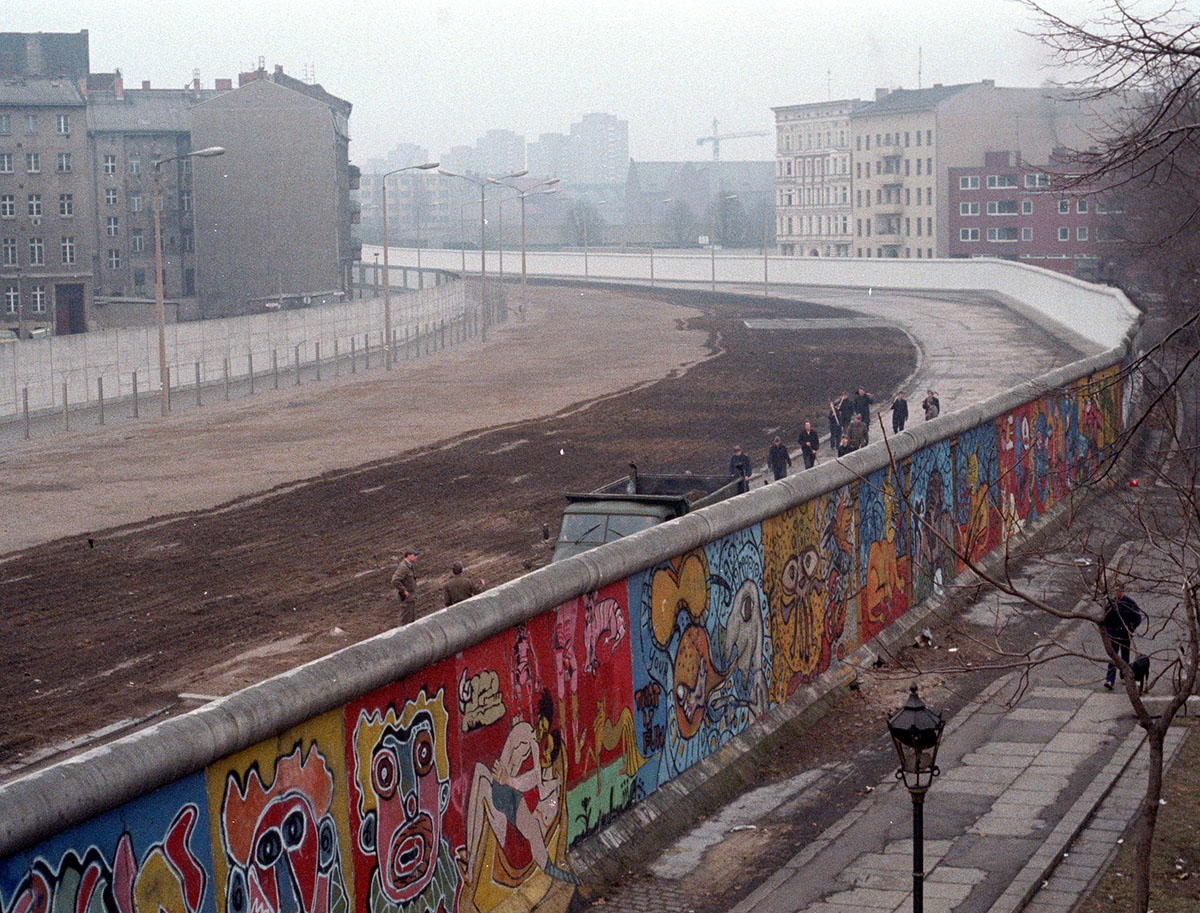
Вид на Берлінську стіну із Західного Берліна в 1986 році, на якому зображена «смуга смерті», побудована на колишньому Люйзенштадтському каналі в Кройцберзі

Усі події на прикордонних заставах трималися в таємниці від широкої громадськості, кожна спроба чи успішна втеча супроводжувалася офіційним розслідуванням військової прокуратури та Міністерства державної безпеки (Штазі). Після припинення потенційної спроби втечі стрілець отримував спеціальну відпустку та винагороджувався подяками та грошовими преміями. Часто стрільця переводили в іншу військову частину і наказували мовчати. Навпаки, коли втікачу вдалося перетнути кордон із Західною Німеччиною, до тих прикордонників, які не змогли запобігти «Grenzverletzung und Republikflucht» (порушення кордону та дезертирство з Республіки), вживалися дисциплінарні заходи, які часто включали тюремне ув’язнення. у сумнозвісній військовій в’язниці в Шведті. Багато прикордонників намагалися дозволити втікачам втекти, відводячи такі звинувачення, навмисно стріляючи не в ціль. Коли потенційних втікачів вбивали, на сім'ю накладалися суворі правила щодо похорону; наприклад, у місцевих газетах не можна було друкувати некрологи. Щоб уникнути негативної преси, Schießbefehl було призупинено на державні свята або державні візити.
У 1968 році було засновано Einsatzkompanie як спеціальний підрозділ Штазі, призначений для запобігання втечі охоронців з прикордонних військ.

### Берлінська стіна
Східна Німеччина почала посилювати свої еміграційні закони в 1950-х роках, створюючи дедалі суворіші критерії для легальної міграції до країн, що не входять до Варшавського договору, включаючи вимоги щодо скасування реєстрації в органах влади Східної Німеччини та дозвіл покинути країну під загрозою тюремного ув’язнення до трьох років. Будівництво Берлінської стіни 13 серпня 1961 року призвело до фактичної нелегалізації Republikflucht, коли закон дозволяв легальний перетин кордону лише на так званих Grenzübergangsstellen («контрольно-пропускних пунктах»), а запити на міграцію отримували дуже обмежене схвалення від влади. КПП «Чарлі» був особливим, оскільки це був один із небагатьох пунктів перетину кордону в Берліні, куди іноземці могли в’їхати до Східного Берліна. В інших місцях були розміщені попереджувальні знаки, які закликали людей не заходити в прикордонну зону, відому як «смуги смерті», і будь-яке порушення вважалося кримінальним діянням.
Після будівництва Берлінської стіни, коли дозвіл східних німців на територію Західної Німеччини та Західного Берліна було неймовірно складним, кількість мігрантів різко впала з сотень тисяч до кількох сотень на рік. Нова міграційна система особливо дискримінувала молодих східних німців, що спонукало багатьох до відчайдушної втечі через внутрішній кордон Німеччини, попри небезпеку.

## Смерті
6 лютого 1989 року Schießbefehl було офіційно скасовано. Загалом офіційно близько 260 людей були вбиті під час спроби перетнути Берлінську стіну, на головному кордоні Схід-Захід або через Балтійське море. Точну кількість загиблих важко оцінити (див. Смерті на кордоні внутрішньої Німеччини), і невідома кількість була важко поранена та пізніше заарештована. Жертвами цієї системи є також прикордонники, яких розстріляли втікачі та їхні прибічники. Тільки в Берліні протягом 28 років було вбито 190 людей, а останньою відомою жертвою Берлінської стіни став Кріс Геффруа.
Випадки Schießbefehl на кордоні також були зафіксовані Bundesgrenzschutz (BGS або Федеральна прикордонна охорона, західнонімецькі прикордонники), поліцією Західного Берліна та військовою поліцією союзних сил. Файли були зібрані в центральному реєстраційному офісі в Зальцгіттері.

## Возз'єднання
Після возз’єднання Німеччини в жовтні 1990 року Todesschützen («Смертельні стрільці»: солдати, які нібито вбивали тих, хто намагався втекти зі Східної Німеччини) були притягнуті до суду у федеральних судах у тому, що було відомо як Mauerschützen-Prozesse («Стінні стрілки»). Також до суду висунули звинувачення високопоставленим офіцерам Прикордонних військ і Ради національної оборони Східної Німеччини. Вироки загалом погоджувалися з тим, що навіть звичайний солдат мав і повинен був визнати, що східнонімецькі прикордонні закони настільки суперечать Міжнародному пакту про громадянські та політичні права, який Східна Німеччина підписала та ратифікувала, що вони не є законом у майже не формалізувала несправедливість, і тому солдати повинні були не слухатися своїх командирів.

## Дивись також
- Постенпфліхт

## зовнішні посилання
- Бі-Бі-Сі: Знайдено німецьку "ліцензію на вбивство".